# تشاك تايلور (لاعب كرة قدم أمريكية)
تشاك تايلور (بالإنجليزية: Chuck Taylor)‏ هو لاعب كرة قدم أمريكية أمريكي، ولد في 24 يناير 1920 في بورتلاند في الولايات المتحدة، وتوفي في 7 مايو 1994.